# Ugnjetavanje
Ugnjetavanje ili tlačenje, rjeđe opresija, je izraz kojim se opisuje stanje u kome se jedna društvena skupina (klasa, nacija, spol ili seksualna manjina) nalazi u institucionalno inferiornom položaju u odnosu na drugu društvenu grupu, odnosno situacija u kojoj superiorna društvena grupa taj položaj koristi na po nepravedan ili po inferiornu grupu okrutan, težak ili ponižavajući način. 
Kao rezultat otpora ugnjetavanju bilo koga Katolička Crkva naučava i teologiju oslobođenja u kojoj se vjernicima poručuje da unatoč svim nepravdama ovozemaljskog svijeta Isus Krist će donijeti pravdu na nebu. Ugnjetavani će biti slobodni u raju, a ugnjetavači zarobljeni u napastima pakla.